# مقدمه‌ای بر ویروس

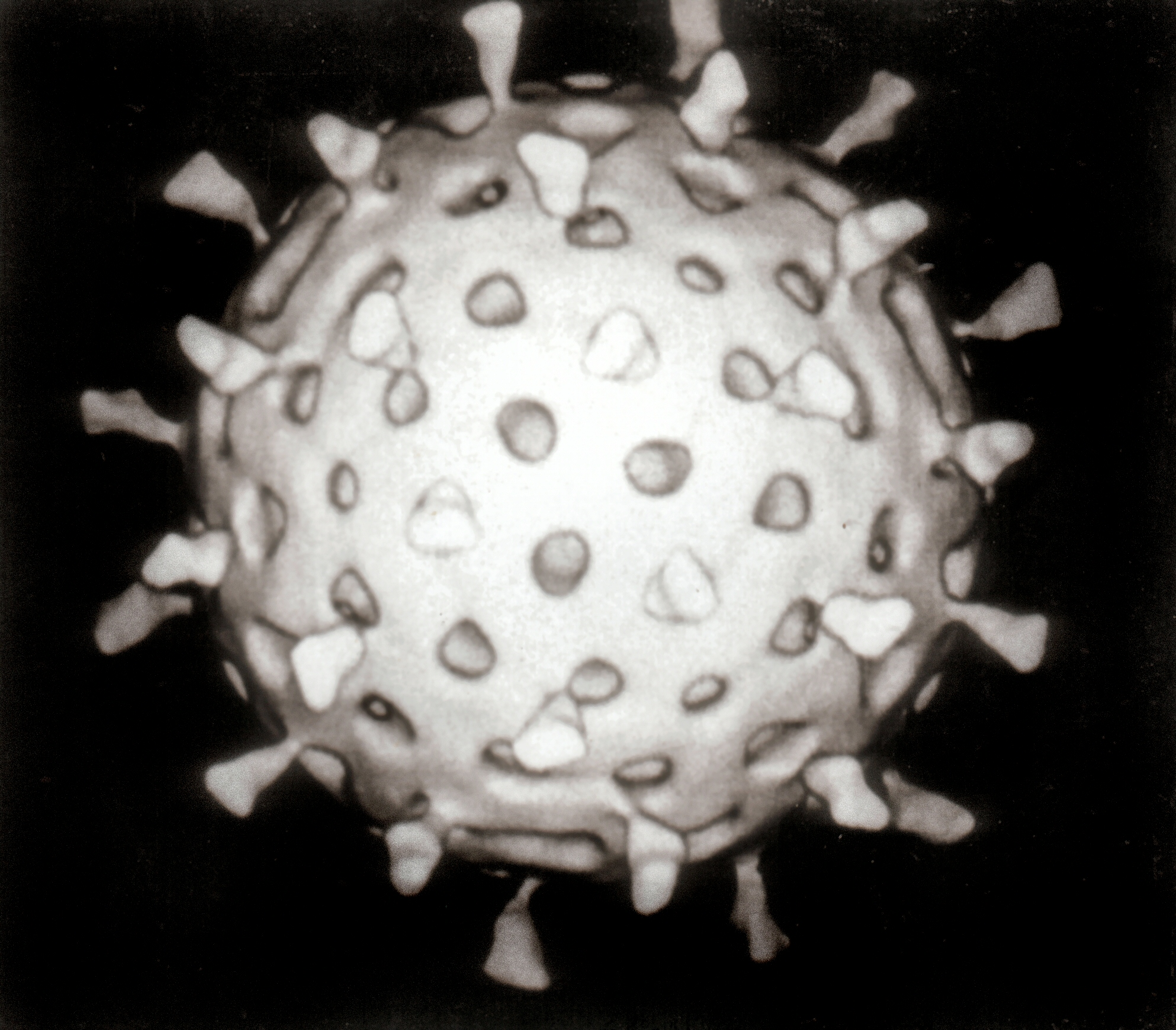
روتا ویروس

ویروس (به فرانسوی: virus) یک عامل بیولوژیکی است که در سلول‌های میزبان‌های زنده تولید مثل می‌کند. برخلاف اکثر موجودات زنده، ویروس‌ها توانایی تقسیم شدن ندارند. هنگام آلودگی با ویروس، سلول میزبان مجبور می‌شود هزاران نسخهٔ مشابه از ویروس اصلی را با سرعت زیاد تولید کند. ویروس‌های جدید در سلول میزبان آلوده جمع می‌شوند اما برخلاف عوامل عفونی ساده‌تر، ویروس‌ها دارای ژنهایی هستند که به آن‌ها توانایی جهش و تکامل را می‌دهد. تا کنون بیش از ۵۰۰۰ گونه ویروس کشف شده‌است.
منشأ ویروس‌ها مشخص نیست: بعضی از آنها ممکن است از پلاسمیدها (قطعات دی‌ان‌ای که می‌توانند بین سلول‌های مختلف جابجا شوند) تکامل یافته باشند، در حالی که برخی دیگر ممکن است از باکتری‌ها تکامل یافته باشند. هر ویروس از دو یا سه بخش تشکیل شده‌است: بخش اول ژن است که از دی‌ان‌ای یا آران‌ای ساخته شده‌است که مولکول‌های طولانی و دارای اطلاعات ژنتیکی هستند. بخش دوم یک لایهٔ پروتئینی است که از ژن‌ها محافظت می‌کند. برخی از ویروس‌ها لایه‌ای از جنس لیپید دارند که پوشش پروتئینی را احاطه کرده و در ترکیب با گیرنده‌های خاص، برای ورود به سلول میزبان جدید استفاده می‌شود. شکل ویروس‌ها از سادهٔ مارپیچی و بیست‌وجهی تا ساختارهای پیچیده‌تر را شامل می‌شود. اندازهٔ ویروس‌ها از ۲۰ تا ۳۰۰ نانومتر است که یعنی ۳۳٬۰۰۰ تا ۵۰۰٬۰۰۰ عدد ویروس در کنار در یک سانتی‌متر (۰٫۳۹ اینچ) جا می‌گیرند.
ویروس‌ها از راه‌های مختلفی گسترش می‌یابند. بسیاری از ویروس‌ها برای گونهٔ میزبان یا بافتی که به آن حمله می‌کنند اختصاص یافته‌اند. هر گونه ویروس برای تکثیر به یک روش خاص متکی است. ویروس‌های گیاهی اغلب توسط حشرات و ارگانیسم‌های دیگر، که به عنوان ناقل شناخته می‌شوند، از گیاهی به گیاهی دیگر پخش می‌شوند. برخی از ویروس‌های حیوانی از جمله ویروس‌های انسانی با قرار گرفتن میزبان در معرض مایعات آلوده بدن گسترش می‌یابند. ویروس‌هایی مانند آنفلوانزا هنگام سرفه یا عطسه، توسط قطرات رطوبت از طریق هوا پخش می‌شوند. ویروس‌هایی مانند نوروویروس از طریق چرخهٔ مدفوعی دهانی که شامل آلودگی دست، غذا و آب است، منتقل می‌شوند. روتاویروس اغلب از طریق تماس مستقیم با کودکان آلوده منتقل می‌شود. ویروس نقص ایمنی انسانی (اچ‌آی‌وی) توسط مایعات بدن منتقل شده و مثلاً در طول رابطه جنسی منتقل می‌شود. برخی دیگر، مانند ویروس تب دنگی، توسط حشرات خونخوار پخش می‌شوند.
عفونت‌های ویروسی می‌توانند باعث ایجاد بیماری در انسان‌ها، حیوانات و حتی گیاهان شوند. با این حال، آن‌ها معمولاً توسط سیستم ایمنی بدن از بین می‌روند و ایمنی مادام العمر علیه آن‌ها در بدن میزبان ایجاد می‌شود. آنتی‌بیوتیک‌ها هیچ تأثیری روی ویروس‌ها ندارند، اما داروهای ضد ویروسی برای درمان عفونت‌های ویروسی تهدید کننده زندگی تولید شده‌اند. واکسن‌هایی که ایمنی طولانی‌مدت یا مادام العمر ایجاد می‌کنند می‌توانند از برخی عفونت‌های ویروسی جلوگیری کنند.

## کشف

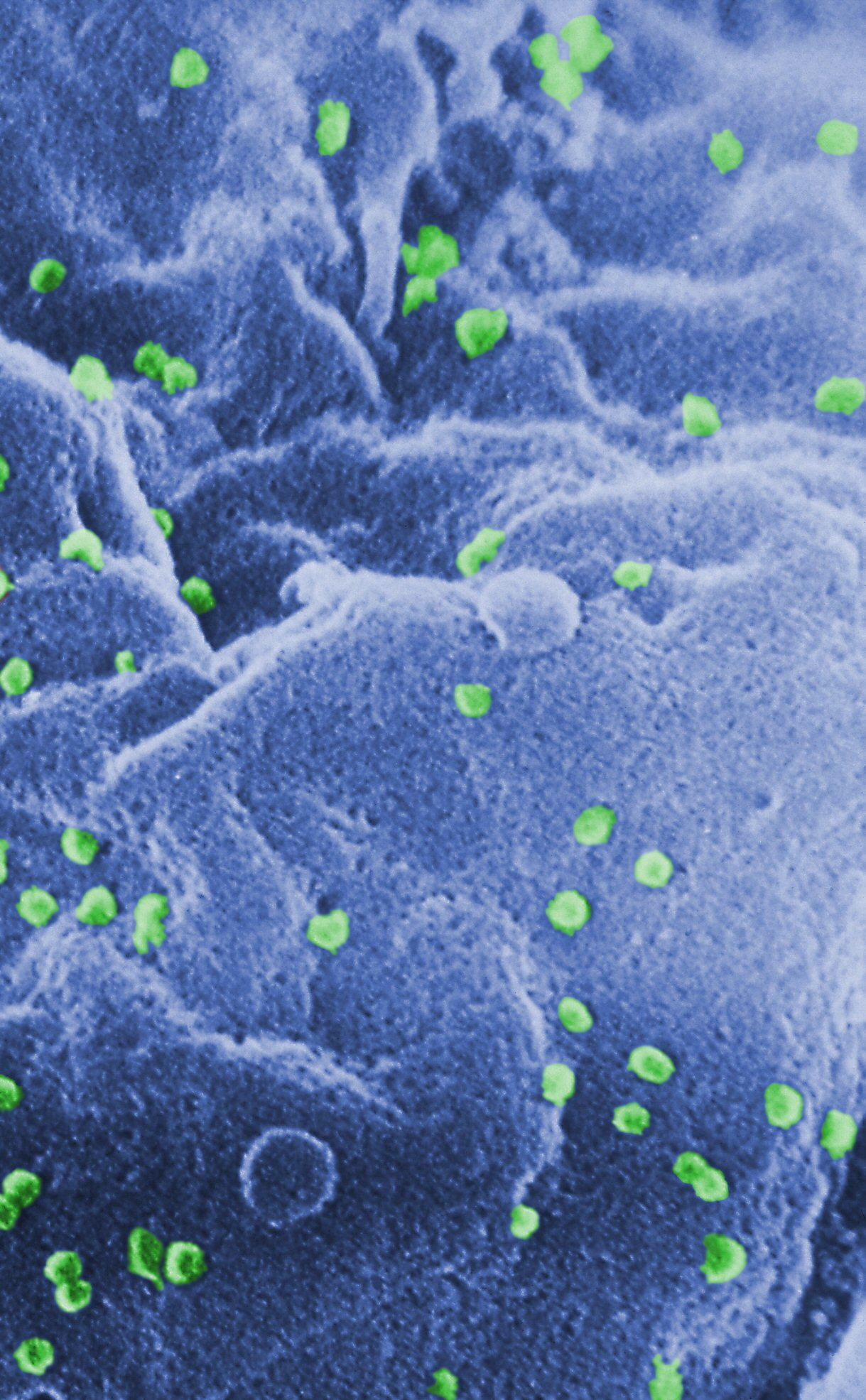
تصویر ثبت شده توسط میکروسکوپ الکترونی روبشی از جوانه زدن ویروس‌های ایدز از یک لنفوسیت

در سال ۱۸۸۴ میکروبیولوژیست فرانسوی چارلز چمبرلند فیلتری را اختراع کرد که امروزه به عنوان فیلتر چمبرلند یا فیلتر چمبرلند-پاستور شناخته می‌شود. این فیلتر که دارای منافذی کوچکتر از باکتری‌ها است، بنابراین او می‌توانست یک محلول حاوی باکتری را از این فیلتر عبور داده و باکتری‌ها را به‌طور کامل از محلول جدا کند. در اوایل دهه ۱۸۹۰، زیست‌شناس روسی دیمیتری ایوانفسکی از این فیلتر برای بررسی آنچه به ویروس موزائیک تنباکو معروف شد استفاده کرد. آزمایش‌های او نشان داد که عصاره‌های برگ‌های خرد شده گیاهان تنباکوییان آلوده پس از فیلتراسیون، همچنان عفونی‌کننده باقی می‌مانند.
در همین زمان چند دانشمند دیگر ثابت کردند که اگرچه این عوامل (که بعدها ویروس خوانده شدند) با باکتری‌ها متفاوت هستند، اما هنوز هم می‌توانند باعث بیماری شوند و اندازهٔ آن‌ها نیز تقریباً یک صدم اندازه باکتری است. در سال ۱۸۹۹، میکروبیولوژیست هلندی مارتینوس بایرینک، مشاهده کرد که این عامل فقط در سلول‌های درحال تقسیم تکثیر می‌شود. وی که نتوانست ماهیت ذرات این عامل را نشان دهد، آن را «جرم زندهٔ محلول» نامید. در اوایل قرن بیستم، فردریک توورت، باکتری‌شناس انگلیسی، ویروس‌هایی را کشف کرد که باکتری‌ها را آلوده می‌کردند و میکروبیولوژیست فرانسوی-کانادایی فلیکس درل، ویروس‌هایی را توصیف کرد که با افزودن به باکتری‌های رشد یافته بر روی آگار، منجر به کشته شدن آن باکتری‌ها می‌شد. شمارش این مناطق باکتری‌های کشته شده، به وی اجازه می‌داد تا تعداد ویروس‌های موجود در سوسپانسیون را محاسبه کند.
با اختراع میکروسکوپ الکترونی در سال ۱۹۳۱ توسط مهندسان آلمانی ارنست روسکا و مکس نول، اولین تصاویر از ویروس‌ها به دست آمد. در سال ۱۹۳۵ وندل مردیت استنلی، زیست شیمی‌دان و ویروس‌شناس آمریکایی ویروس موزائیک تنباکو را بررسی کرد و دریافت که بیشتر آن از پروتئین ساخته شده‌است. اندکی بعد، قسمت‌های پروتئین و آران‌ای این ویروس جدا شد. یک مشکل برای دانشمندان آن زمان این بود که آن‌ها نمی‌دانند چگونه ویروس‌ها را بدون استفاده از حیوانات زنده پرورش دهند. این مشکل زمانی با موفقیت حل شد که در سال ۱۹۳۱ دو پاتولوژیست آمریکایی به نام‌های ارنست ویلیام گودپاسچر و آلیس مایلز وودروف توانستند آنفلوانزا و چندین ویروس دیگر را در تخم‌مرغ‌های بارور شده رشد دهند. برخی ویروس‌ها را نمی‌توان در تخم مرغ پرورش داد، اما این مشکل هم در سال ۱۹۴۹ حل شد هنگامی که جان اندرز، تامس هاکل ولر و فردریک چپمن رابینز ویروس فلج اطفال را در کشت سلول‌های زندهٔ حیوانات رشد دادند. به مدد این روش‌ها، تاکنون بیش از ۵۰۰۰ گونه ویروس کشف شده‌است.

## خاستگاه
در هر کجا که حیات وجود دارد، ویروس‌ها هم هستند. آن‌ها احتمالاً از زمان تکامل سلول‌های زنده وجود داشته‌اند. منشأ ویروس‌ها ناشناخته مانده‌است زیرا آنها فسیلی تشکیل نمی‌دهند، بنابراین تکنیک‌های مولکولی مفیدترین وسیله برای بررسی فرضیهٔ نحوه ظهور آنها بوده‌اند. با این حال، این تکنیک‌ها به در دسترس بودن دی‌ان‌ای یا آران‌ای ویروسی باستانی یا متکی هستند، اما بیشتر ویروس‌هایی که در آزمایشگاه‌ها نگهداری و ذخیره شده‌اند، کمتر از ۹۰ سال عمر دارند. روش‌های مولکولی تنها در ردیابی اصل و نسب ویروسهایی که در قرن بیستم تکامل یافته‌اند موفق بوده‌اند. گروه‌های جدید ویروس ممکن است بارها و بارها در تمام مراحل تکاملی پدید آمده باشند. سه نظریه اصلی دربارهٔ منشأ ویروس‌ها وجود دارد:
نظریهٔ پسرفتممکن است ویروس‌ها قبلاً سلول‌های کوچکی بوده‌اند که انگل سلول‌های بزرگتر بوده‌اند. با گذشت زمان، ژن‌هایی که برای زندگی انگلی مورد نیاز نبودند، خود از بین رفتند. باکتری‌های ریکتزیا و کلامیدیا سلول‌های زنده ای هستند که مانند ویروس‌ها می‌توانند تنها در سلول‌های میزبان تولید مثل کنند. آنها به این نظریه اعتبار می‌دهند، زیرا احتمالاً وابستگی آنها به زندگی انگلی باعث از بین رفتن ژن‌هایی شده‌است که آنها را قادر می‌سازد تا در خارج از سلول زنده بمانند.
نظریهٔ خاستگاه سلولیبرخی از ویروس‌ها ممکن است از ذرات دی‌ان‌ای یا آران‌ای که از ژن‌های یک ارگانیسم بزرگ‌تر «فرار» کرده‌اند، تکامل یافته باشند. دی‌ان‌ای فرار کرده می‌تواند از پلاسمیدها باشد (قطعات دی‌ان‌ای که می‌تواند بین سلول‌ها جابجا شود) در حالی که دیگران ممکن است از باکتری‌ها تکامل یافته باشند.
نظریهٔ تکاملیطبق این نظریه، همزمان با ظهور اولین سلول بر روی زمین، ویروس‌ها از مولکول‌های پیچیده پروتئین و دی‌ان‌ای تکامل یافته‌اند و ممکن است که از میلیون‌ها سال پیش به زندگی سلولی وابسته شده باشند.
با وجود همهٔ این نظریه‌ها، مشکلاتی وجود دارند: نظریهٔ پسرفت توضیح نمی‌دهد که چرا حتی کوچکترین انگل‌های سلولی به هیچ وجه شبیه ویروس‌ها نیستند. نظریهٔ خاستگاه سلولی ساختار ذرات ویروس را توضیح نمی‌دهد. نظریهٔ تکاملی مغایر با تعریف ویروس‌ها است، زیرا ویروس وابسته به سلول‌های میزبان است. در کل ویروس‌ها به عنوان موجودات باستانی شناخته می‌شوند و منشأ آن‌ها به پیش از تقسیم حیات به سه حوزه بر می‌گردد. این اکتشافات باعث شده‌است که ویروس‌شناسان نوین این سه فرضیهٔ کلاسیک را مجدداً مورد بررسی و ارزیابی مجدد قرار دهند.

## ساختار

طرحی ساده از ساختار یک ویروس

یک ذرهٔ ویروس که به عنوان ویریون هم شناخته می‌شود، از ژن‌های ساخته شده از دی‌ان‌ای یا آران‌ای تشکیل شده‌است که توسط یک لایه محافظ پروتئینی به نام کپسید احاطه شده‌است. این کپسید از تعداد زیادی از مولکول‌های یکسان پروتئینی کوچکتر ساخته شده‌است که به آنها کپسومر گفته می‌شود. چیدمان کپسومرها می‌توانند به صورت بیست‌وجهی، مارپیچی یا پیچیده‌تر باشد. یک پوسته داخلی در اطراف دی‌ان‌ای یا آران‌ای به نام نوکلئوکپسید وجود دارد که توسط پروتئین‌ها تشکیل می‌شود. بعضی از ویروس‌ها توسط لایه ای از چربی به نام انوِلوپ احاطه شده‌اند.

### اندازه
ویروس‌ها از کوچکترین عوامل عفونی هستند و بیشتر آنها فقط با میکروسکوپ الکترونی قابل مشاهده هستند (یعنی بیشترشان با میکروسکوپ نوری قابل مشاهده نیستند). اندازه آن‌ها بین ۲۰ تا ۳۰۰ نانومتر است. آن‌ها به قدری کوچک هستند که ۳۳٬۰۰۰ تا ۵۰۰٬۰۰۰ عدد ویروس در کنار هم یک سانتی‌متر (۰٫۳۹ اینچ) طول دارند. در مقابل، اندازهٔ باکتری‌ها به‌طور معمول حدود ۱ میکرومتر (۱۰۰۰ نانومتر) است و سلول‌های موجودات پیشرفته‌تر ده‌ها میکرومتر اندازه دارند. برخی از ویروس‌ها مانند مگاویروس و پاندوراویروس نسبتاً بزرگ (در حدود ۱ میکرومتر) هستند. این دو ویروس که آمیب‌ها را آلوده می‌کنند، به ترتیب در سال ۲۰۰۳ و ۲۰۱۳ کشف شدند. آن‌ها تقریباً هزار برابر بزرگتر از ویروس‌های آنفلوانزا هستند و کشف این ویروس‌های «غول پیکر» دانشمندان را شگفت زده کرده‌است.

### ژن‌ها
اطلاعات زیستی موجود در ارگانیسم در دی‌ان‌ای یا آران‌ای آن رمزگذاری می‌شود. بیشتر ارگانیسم‌ها از دی‌ان‌ای استفاده می‌کنند، اما بسیاری از ویروس‌ها از آران‌ای به عنوان ماده ژنتیکی خود استفاده می‌کنند. دی‌ان‌ای یا آران‌ای ویروس‌ها شامل یک رشته یا یک مارپیچ دوگانه است.
ویروس‌ها به سرعت تکثیر می‌شوند، زیرا آن‌ها در مقایسه با انسان که ۲۰٬۰۰۰–۲۵٬۰۰۰ ژن دارد، تعداد بسیار کمتری ژن دارند. به عنوان مثال، ویروس آنفلوانزا تنها هشت ژن دارد و روتاویروس یازده عدد ژن دارد. این ژن‌ها یا پروتئین‌های ساختاری را تشکیل می‌دهند که در ذرهٔ ویروس موجود هستند، یا پروتئین‌های غیر ساختاری را تشکیل می‌دهند که فقط در سلول‌های آلوده به ویروس یافت می‌شوند.
تمام سلول‌ها و بسیاری از ویروس‌ها، پروتئین‌های آنزیمی به نام دی‌ان‌ای پلیمراز و آران‌ای پلیمراز تولید می‌کنند که نسخه‌های جدیدی از دی‌ان‌ای و آران‌ای را تشکیل می‌دهند. آنزیم‌های پلیمراز ویروسی اغلب در ساخت دی‌ان‌ای و آران‌ای نسبت به آنزیم‌های سلول میزبان بسیار مؤثرتر هستند. با این حال، آنزیم‌های آران‌ای پلیمراز اغلب دچار اشتباه می‌شوند و این یکی از دلایلی است که ویروس‌های آران‌ای اغلب برای تشکیل سویه‌های جدید جهش می‌یابند. در برخی از گونه‌های ویروس که آران‌ای دارند، ژن‌ها روی یک مولکول مداوم آران‌ای نیستند بلکه جدا هستند. به عنوان مثال، ویروس آنفلوانزا دارای هشت ژن جدا و ساخته شده از آران‌ای است. هنگامی که دو سویهٔ مختلف ویروس آنفلوانزا یک سلول را آلوده می‌کنند، این ژن‌ها می‌توانند در فرایندی به نام بازآرایی، گونه‌های جدید ویروس را مخلوط کرده و تولید کنند.

### ساخت پروتئین

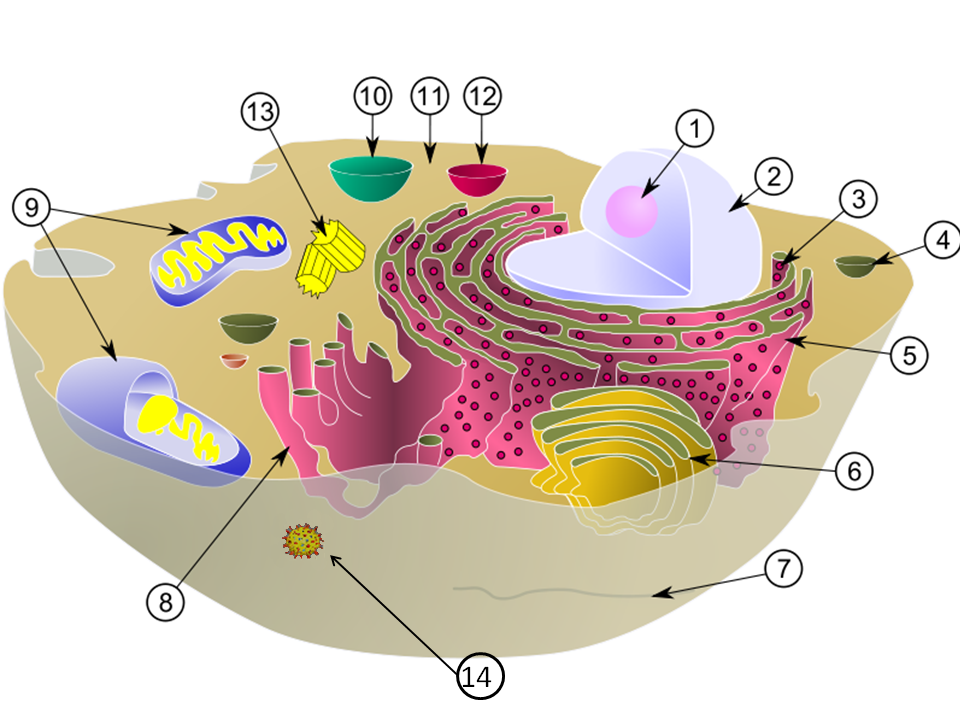
نمودار یک سلول یوکاریوتیکه اجزای زیر را نشان می‌دهد: اندامک(۱) هستک (۲) هسته یاخته (۳) ریبوزوم (۴) وزیکول (۵) شبکه آندوپلاسمی خشن (۶) دستگاه گلژی (۷) چارچوب یاخته (۸) شبکه آندوپلاسمی صاف (۹) میتوکندری (۱۰) واکوئل (۱۱) سیتوپلاسم (۱۲) لیزوزوم (۱۳) سانتریول‌ها با سانتروزوم (۱۴) ذرات ویروس در مقیاس تقریبی نشان داده شده‌اند

پروتئین‌ها برای زندگی ضروری هستند. سلولها بر اساس اطلاعات کدنویسی شده در دی‌ان‌ای، مولکولهای جدید پروتئین را از بلوک‌های ساخت اسید آمینه تولید می‌کنند. هر نوع پروتئین، یک مولکول اختصاصی است که معمولاً فقط یک عملکرد را انجام می‌دهد، بنابراین اگر یک سلول نیاز به انجام کار جدید دارد باید یک پروتئین جدید بسازد. ویروس‌ها سلول را مجبور به ساختن پروتئین‌های جدیدی می‌کنند که سلول به آن نیاز ندارد، اما برای تولید مثل ویروس مورد نیاز است. ساخت پروتئین از دو مرحله اصلی تشکیل شده‌است: رونویسی و ترجمه.
رونویسی فرایندی است که در آن از اطلاعات موجود در دی‌ان‌ای (به نام کد ژنتیکی) برای تولید نسخه‌های آران‌ای به نام آران‌ای پیام‌رسان (ام‌آران‌ای) استفاده می‌شود. این مواد از طریق سلول مهاجرت می‌کنند و رمز ژنتیکی را به ریبوزوم منتقل می‌کنند و در آن برای ساخت پروتئین‌ها استفاده می‌گردند. این فرایند ترجمه نام دارد زیرا در آن ساختار اسید آمینه‌ای پروتئین توسط رمزهای روی آران‌ای پیام‌رسان تعیین می‌شود. از این رو اطلاعات از زبان اسیدهای نوکلئیک به زبان اسیدهای آمینه ترجمه می‌شوند.
اسیدهای نوکلئیک بعضی از ویروس‌های آران‌ای‌دار مستقیماً به عنوان ام‌آران‌ای عمل می‌کنند. به همین دلیل به این ویروس‌ها ویروس آران‌ای‌دار با قطبیت مثبت گفته می‌شود. در سایر ویروس‌های آران‌ای‌دار، رشتهٔ آران‌ای رشتهٔ مکمل ام‌آران‌ای است و این ویروس‌ها برای ساخت ام‌آران‌ای به آنزیم‌های سلول یا خودشان متکی هستند. به این ویروس‌ها ویروس آران‌ای‌دار با قطبیت منفی گفته می‌شود. در ویروس‌های دارای دی‌ان‌ای، روش ساخت ام‌آران‌ای مشابه سلول است. ویروس‌های گونه رتروویروس کاملاً متفاوت رفتار می‌کنند: آنها دارای آران‌ای هستند، اما در داخل سلول میزبان یک نسخه دی‌ان‌ای از آران‌ای آنها با کمک آنزیم رونوشت بردار معکوس ساخته می‌شود. سپس این دی‌ان‌ای در دی‌ان‌ایِ خود میزبان گنجانیده می‌شود و توسط مسیرهای طبیعی سلول در ام‌آران‌ای تکثیر می‌شود.

## چرخه زندگی

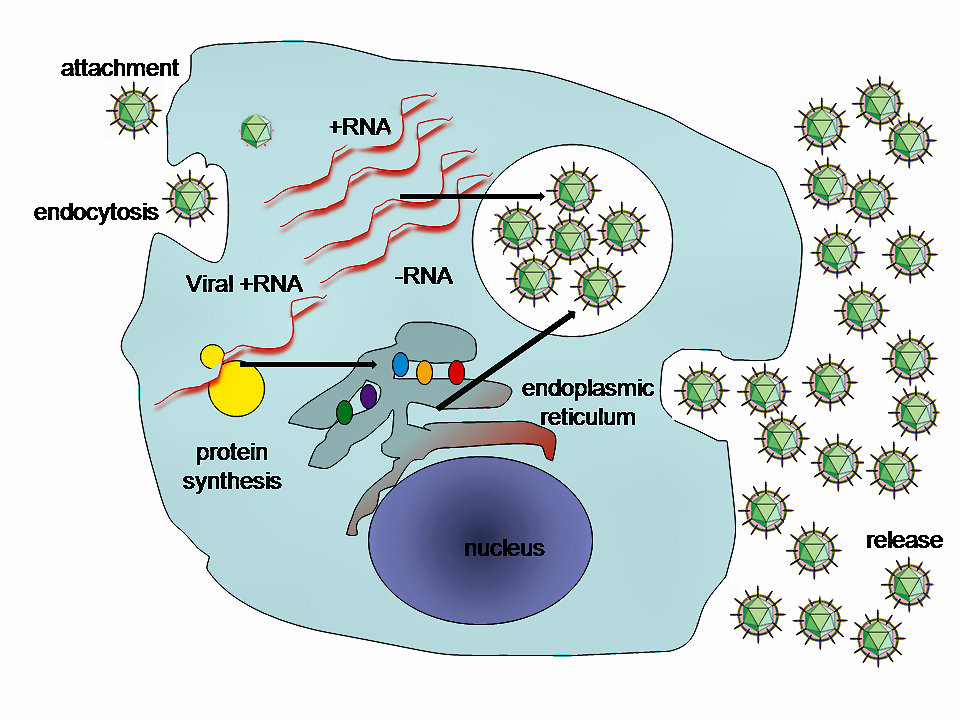
چرخه زندگی یک ویروس (چپ به راست) از آلوده شدن سلول با یک ویروس تا آزاد شدن صدها ویروس جدید.

هنگامی که ویروس سلولی را آلوده می‌کند، آن سلول را مجبور می‌کند تا هزاران ویروس بیشتر ایجاد کند. ویروس این کار را با مجبور ساختن سلول برای تولید دی‌ان‌ای یا آران‌ای ویروسی و پروتئین‌های ویروسی انجام می‌دهد که این ذرات برای تشکیل ویروس جدید سرهم می‌شوند.
شش چرخهٔ پایه و همپوشان در چرخه زندگی ویروس‌ها در سلول‌های زنده وجود دارد:
- اتصال فرایند اتصال ویروس به مولکول‌های خاص روی سطح سلول است. این ویژگی، ویروس را به یک نوع سلول بسیار محدود محدود می‌کند. به عنوان مثال، ویروس نقص ایمنی بدن (اچ‌آی‌وی) فقط سلولهای لنفوسیت تی انسان را آلوده می‌کند، زیرا پروتئین سطح آن (gp120) تنها می‌تواند با CD4 و سایر مولکولهای موجود در سطح سلول تی واکنش نشان دهد. به‌طور مشابه، ویروس‌های گیاهی فقط می‌توانند به سلولهای گیاهی متصل شوند و نمی‌توانند حیوانات را آلوده کنند. این مکانیسم ایجاد شده تا برای ویروس‌هایی مزیت ایجاد کند که فقط سلول‌هایی را آلوده می‌کنند که در آن‌ها قادر به تکثیر هستند.
- نفوذ پس از اتصال اتفاق می‌افتد. ویروس‌ها توسط اندوسیتوز یا با ادغام با سلول هدف به آن نفوذ می‌کنند.
- پوشش برداری هنگامی اتفاق می‌افتد که کپسید ویروسی توسط آنزیم‌های ویروسی یا میزبان برداشته می‌شود، در نتیجه اسید نوکلئیک ویروسی برهنه می‌شود.
- تکثیر مرحله‌ای است که سلول از آران‌ای پیام رسان ویروسی در سیستم‌های ساخت پروتئین خود برای تولید پروتئین‌های ویروسی استفاده می‌کند. توانایی ساخت آران‌ای یا دی‌ان‌ای در سلول باعث ایجاد دی‌ان‌ای یا آران‌ای ویروس می‌شود.
- سرهم‌بندی در سلول هنگامی اتفاق می‌افتد که پروتئین‌های ویروسی و اسید نوکلئیک تازه ایجاد شده با یکدیگر ترکیب شوند تا صدها ذره ویروس جدید تشکیل شود.
- آزاد شدن هنگامی رخ می‌دهد که ویروس‌های جدید فرار کرده یا از سلول آزاد می‌شوند. بیشتر ویروس‌ها این کار را با تخریب سلول‌ها در فرایندی به نام کافت (یا لیز[ت]) انجام می‌دهند. ویروس‌های دیگر مانند اچ‌آی‌وی در فرایندی به نام جوانه زدن به آرامی آزاد می‌شوند.

## اثرات روی سلول میزبان
دامنهٔ اثرات ساختاری و بیوشیمیایی ویروس‌ها روی سلول میزبان گسترده‌است. به این اثرات، اثرات سیتوپاتیک گفته می‌شود. بیشتر عفونت‌های ویروسی سرانجام منجر به مرگ سلول میزبان می‌شوند. علل مرگ شامل کافت سلولی (ترکیدن)، تغییر در غشای سطح سلول و آپوپتوز (خودکشی سلول) است. غالباً مرگ سلول به دلیل قطع فعالیت طبیعی آن به علت پروتئین‌های تولید شده توسط ویروس است که لزوماً این پروتئین‌ها همگی از اجزای ویروس نیستند.
برخی از ویروس‌ها باعث ایجاد تغییرات ظاهری در سلول آلوده نمی‌شوند. سلولهایی که ویروس در آنها نهفته و غیرفعال است، علائم کمی از عفونت را نشان می‌دهد و معمولاً به‌طور طبیعی کار می‌کنند. این امر باعث عفونت پایدار می‌شود و ویروس اغلب برای ماه‌ها یا سال‌ها خنثی باقی می‌ماند. این نوع عفونت اغلب در مورد ویروس‌های هرپس اتفاق می‌افتد.
بعضی از ویروس‌ها، مانند ویروس اپشتین بار، اغلب باعث تکثیر سلول‌ها بدون ایجاد بدخیمی می‌شوند، اما برخی دیگر از ویروس‌ها مانند پاپیلوما ویروس از علل اصلی ایجاد سرطان هستند. هنگامی که دی‌ان‌ای سلول توسط یک ویروس آسیب ببیند و سلول نتواند خود را ترمیم کند، اغلب منجر به آپوپتوز می‌شود. یکی از نتایج آپوپتوز تخریب دی‌ان‌ای آسیب دیده توسط خود سلول است. بعضی از ویروس‌ها مکانیسم‌هایی برای محدود کردن آپوپتوز دارند به طوری که سلول میزبان قبل از تولید ویروس‌های جدید از بین نرود. به عنوان مثال اچ‌آی‌وی این کار را می‌کند.

## ویروس‌ها و بیماری‌ها

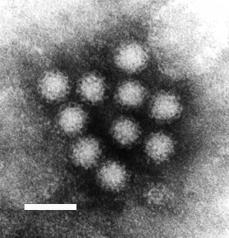
ده ذره نوروویروس. این ویروس آران‌ای‌دار باعث بیماری استفراغ زمستانی می‌شود. این ویروس اغلب در اخبار به عنوان علت بیماری معده در کشتی‌های کروز و بیمارستان‌ها مشاهده می‌شود.

از جمله بیماری‌های ویروسی که در انسان‌ها شایع هستند می‌توان به سرماخوردگی، آنفلوانزا، آبله‌مرغان و تب‌خال اشاره کرد. بیماری‌های جدی مانند ابولا و ایدز نیز در اثر ویروس‌ها ایجاد می‌شوند. بسیاری از ویروس‌ها بیماری‌زا نیستند یا باعث بیماری‌های خفیف می‌شوند و گفته می‌شود که «خوش‌خیم» هستند. ویروس‌های مضرتر به عنوان بیماری‌زا توصیف می‌شوند. بسته به نوع سلول آلوده شده، ویروس‌ها باعث ایجاد بیماری‌های مختلف می‌شوند. بعضی از ویروس‌ها می‌توانند باعث عفونت‌های مادام‌العمر یا مزمن شوند که در این بیماری‌ها، ویروس با وجود مکانیسم‌های دفاعی میزبان همچنان در بدن تکثیر می‌شود. این اتفاق در هپاتیت ب و هپاتیت سی شایع است. افرادی که به شکل مزمن بیماری ویروسی مبتلا می‌شوند به عنوان ناقل شناخته می‌شوند. آنها به عنوان مخزن مهم ویروس عمل می‌کنند. اگر تعداد بالایی از ناقلین در یک جمعیت معین وجود داشته باشد، به این حالت، بیماری بومی یا (آندمی) گفته می‌شود.
روش‌های زیادی وجود دارد که ویروس‌ها از میزبانی به میزبان دیگر گسترش پیدا کنند اما هر ویروس فقط از یک یا دو روش استفاده می‌کند. بسیاری از ویروس‌هایی که باعث آلوده شدن گیاهان می‌شوند توسط یک ارگانیسم ناقل منتقل می‌شوند. برخی از ویروس‌هایی که حیوانات از جمله انسان‌ها را آلوده می‌کنند نیز توسط ناقلین و معمولاً حشرات خون‌خوار گسترش می‌یابند. با این حال ، انتقال مستقیم ویروس در این گروه شایع‌تر است. برخی از عفونت‌های ویروسی، مانند نوروویروس و روتاویروس، توسط مواد غذایی آلوده و آب، دست‌ها و اشیاء عمومی و با تماس نزدیک با فرد آلوده دیگر پخش می‌شوند، در حالی که برخی دیگر از راه هوایی (ویروس آنفلوانزا) منتقل می‌شوند. ویروس‌هایی مانند اچ‌آی‌وی، هپاتیت ب و هپاتیت سی اغلب توسط رابطهٔ جنسی محافظت نشده یا فرورفتن سوزن آلوده به زیرجلد منتقل می‌شوند. برای جلوگیری از عفونت‌ها و همه‌گیری‌ها، مهم است که راه‌های انتقال ویروس شناخته شوند.

### بیماری‌های گیاهان

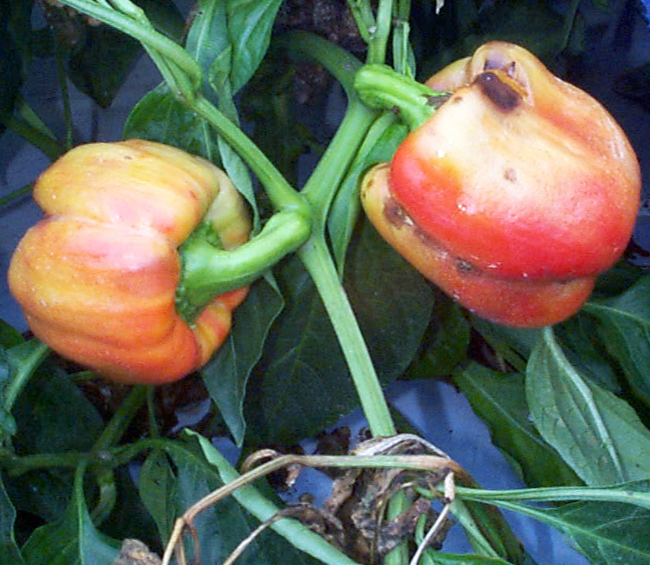
فلفل آلوده شده به ویروس لکه فلفل

انواع مختلفی از ویروس‌های گیاهی وجود دارد، اما اغلب آنها فقط باعث کاهش بازدهی می‌شوند و تلاش برای کنترل آنها از نظر اقتصادی مناسب نیست. ویروس‌های گیاهی اغلب توسط ارگانیسم‌ها (ناقل‌ها) از گیاهی به گیاه دیگر پخش می‌شوند. این‌ها ناقل‌ها معمولاً حشرات هستند، اما برخی قارچ‌ها، کرم‌های نماتود و ارگانیسم‌های تک‌سلولی هم ناقل این نوع ویروس‌ها هستند. هنگامی که کنترل عفونت‌های ویروسی گیاهی مقرون به صرفه تلقی می‌شود (مثلاً در مورد میوه‌های چند ساله)، کنترل بیماری معمولاً با کشتن ناقل‌ها و از بین بردن میزبان‌های جایگزین مانند علفهای هرز صورت می‌گیرد. ویروس‌های گیاهی برای انسان و سایر حیوانات بی‌ضرر هستند زیرا تنها می‌توانند در سلولهای زنده گیاه تولید مثل کنند.

### باکتریوفاژها

ساختار باکتریوفاژ

باکتریوفاژها ویروس‌هایی هستند که باکتری‌ها و باستانیان را آلوده می‌کنند. کمیتهٔ بین‌المللی طبقه‌بندی ویروس‌ها به‌طور رسمی ۲۸ جنس باکتریوفاژ را که متعلق به ۱۱ خانواده هستند، به رسمیت می‌شناسد. باکتریوفاژها در محیط زیست دریایی مهم هستند: آن‌ها با تخریب باکتری‌های آلوده، ترکیبات کربن را دوباره به داخل محیط آزاد می‌کنند و این امر باعث رشد اقتصادی ارگانیک می‌شود. باکتریوفاژها در تحقیقات علمی مفید هستند زیرا برای انسان بی‌ضرر هستند و به راحتی قابل مطالعه هستند. این ویروس‌ها می‌توانند در صنایعی که از تخمیر مواد غذایی و دارویی استفاده می‌کنند و به باکتری‌های سالم وابسته هستند، مشکل ایجاد کنند. همچنین از آنجا که کنترل برخی از عفونت‌های باکتریایی با آنتی‌بیوتیک‌ها رو به دشوارتر شدن می‌رود، علاقهٔ زیادی به استفاده از باکتریوفاژها برای درمان عفونت‌های باکتریایی در انسان وجود دارد.

### مقاومت میزبان

#### ایمنی ذاتی حیوانات
حیوانات، از جمله انسان‌ها، در برابر ویروس‌ها مکانیسم‌های طبیعی دفاعی زیادی دارند. برخی از این مکانیسم‌ها غیر اختصاصی هستند و بدن را در برابر بسیاری از ویروس‌ها صرف نظر از نوع، محافظت می‌کنند. این مصونیت ذاتی با قرار گرفتن مکرر در برابر ویروس‌ها بهبود نمی‌یابد و «خاطرهٔ» عفونت را حفظ نمی‌کند. پوست حیوانات، به ویژه سطح آن که از سلولهای مرده ساخته شده‌است، مانع از وارد شدن بسیاری از ویروس‌ها به میزبان می‌شود. اسید معده اغلب ویروس‌هایی را که بلعیده شده‌اند از بین می‌برد. هنگامی که ویروس بر این موانع غلبه کرده و وارد میزبان می‌شود، سایر مکانیسم‌های ایمنی ذاتی مانع از انتشار عفونت در بدن می‌شوند. در زمان حضور ویروس در بدن انسان، هورمون ویژه‌ای به نام اینترفرون توسط بدن تولید می‌شود و این امر با از بین بردن ویروس‌ها به وسیله کشتن سلول آلوده و همسایگان نزدیک آن متوقف می‌شود. در داخل سلول‌ها هم آنزیم‌هایی وجود دارد که آران‌ای ویروس‌ها را از بین می‌برد. به این حالت آران‌ای مداخله‌گر گفته می‌شود. برخی از سلول‌های خونی سلول‌های آلوده به ویروس را درگیر و نابود می‌کنند.

#### ایمنی اکتسابی در حیوانات

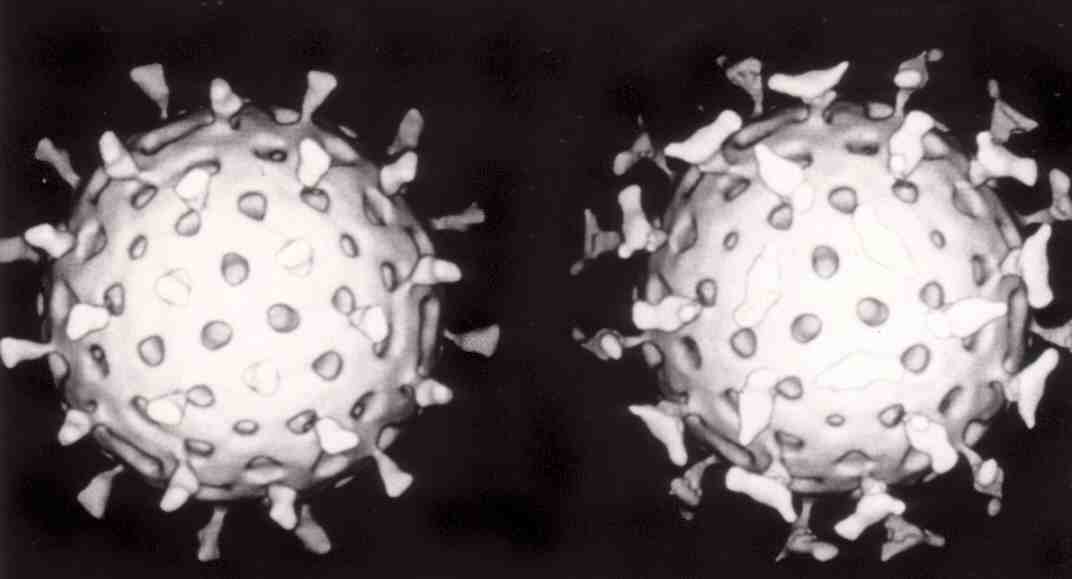
دو ذره ویروسی. ویروس سمت راست توسط آنتی‌بادی‌ها پوشیده شده‌است.

ایمنی اختصاصی به ویروس‌ها به مرور زمان ایجاد می‌شود و گلبول‌های سفید به نام لنفوسیت‌ها نقش اصلی را در این ایمنی ایفا می‌کنند. لنفوسیت‌ها «خاطره‌ای» از عفونت‌های ویروسی حفظ می‌کنند و مولکول‌های خاصی به نام پادتن (یا آنتی‌بادی) تولید می‌کنند. این پادتن‌ها به ویروس متصل شده و ویروس را از آلوده کردن سلول‌های دیگر بازمی‌دارند. پادتن‌ها به شدت انتخابی هستند و فقط به یک نوع ویروس حمله می‌کنند. در هنگام عفونت اولیه بدن پادتن‌های مختلفی ایجاد می‌کند اما پس از فروکش عفونت، برخی از پادتن‌ها باقی مانده و بیشتر تولید می‌شوند که اغلب به میزبان ایمنی مادام‌العمر علیه آن ویروس می‌دهند.

#### مقاومت گیاهان
گیاهان دارای مکانیسم‌های دفاعی مفصل و مؤثری در برابر ویروس‌ها هستند. یکی از مؤثرترین آن‌ها وجود ژن‌های مقاومت (یا ژن‌های R) است. هر ژن مقاومت، القاکنندهٔ مقاومت گیاه در برابر یک ویروس خاص است و این کار را از طریق تحریک مناطق موضعی اطراف سلول آلوده، که اغلب با چشم غیرمستقیم به صورت نقاط بزرگی قابل مشاهده است، انجام می‌دهد. این امر مانع از انتشار عفونت می‌شود. آران‌ای مداخله‌گر در گیاهان نیز به عنوان یک دفاع مؤثر عمل می‌کند. اغلب گیاهان هنگامی که آلوده می‌شوند، ضد عفونی کننده‌های طبیعی تولید می‌کنند که ویروس‌ها را از بین می‌برد، مانند اسید سالیسیلیک، نیتریک اکسید و مولکول‌های اکسیژن واکنش پذیر.

#### مقاومت به باکتریوفاژ
راه اصلی دفاع از باکتری‌ها در برابر باکتریوفاژها، تولید آنزیمهایی است که دی‌ان‌ای خارجی را از بین می‌برد. این آنزیم‌ها که اندونوکلئازهای محدودکننده نام دارند، دی‌ان‌ای ویروسی را که باکتریوفاژها به سلول‌های باکتریایی تزریق می‌کنند، قطع می‌کنند.

### پیشگیری و درمان بیماری ویروسی در انسان و حیوانات دیگر

#### واکسن‌ها

ساختار دی‌ان‌ای نشان دهنده موقعیت نوکلئوزیدها و اتم‌های فسفر که «ستون فقرات» مولکول را تشکیل می‌دهند.

واکسیناسیون یکی از روش‌های جلوگیری از بیماری‌های ناشی از ویروس‌ها است. واکسن‌ها یک عفونت طبیعی و پاسخ ایمنی مرتبط با آن را شبیه‌سازی می‌کنند، اما باعث بیماری نمی‌شوند. استفاده از واکسن‌ها منجر به ریشه‌کنی آبله‌مرغان و کاهش چشمگیر بیماری و مرگ ناشی از عفونت‌هایی مانند فلج اطفال، سرخک، اوریون و سرخجه شده‌است. برای جلوگیری از بیش از چهارده عفونت ویروسی انسانی واکسن موجود است و تعداد بیشتری واکسن نیز برای عفونت‌های حیوانات ساخته شده‌اند. واکسن‌ها ممکن است شامل ویروس زنده یا کشته‌شده باشند. واکسن‌های زنده حاوی اشکال تضعیف شده از ویروس هستند، اما این واکسن‌ها در صورت استفاده شدن برای افرادی که ایمنی ضعیفی دارند می‌توانند خطرناک باشند چرا که در این افراد ویروس تضعیف شده می‌تواند باعث بیماری اصلی شود. تکنیک‌های بیوتکنولوژی و مهندسی ژنتیک برای تولید واکسن‌های «نوترکیب» که فقط پروتئین‌های کپسید ویروسی را دارند، استفاده می‌شود. واکسن هپاتیت بی نمونه‌ای از این نوع واکسن‌هاست. این واکسن‌ها ایمن‌تر هستند زیرا هرگز نمی‌توانند باعث ایجاد بیماری شوند.

#### داروی ضد ویروس

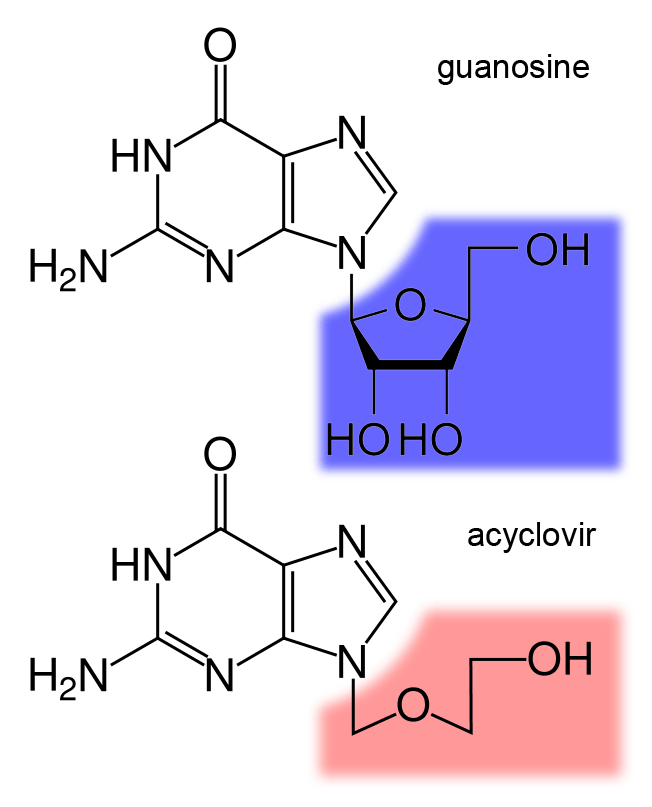
ساختار گوانین برپایه دی‌ان‌ای و داروی ضد ویروس آسیکلوویر

از اواسط دههٔ ۱۹۸۰، توسعه داروهای ضد ویروسی به سرعت افزایش یافته‌است که دلیل عمده این تلاش‌ها، همه‌گیری بیماری ایدز است. داروهای ضد ویروسی اغلب یک نوع آنالوگ نوکلئوزید هستند؛ مولکول این داروها هم‌خانوادهٔ مولکول دی‌ان‌ای است اما ساختارش با بلوک‌های ساختمانی دی‌ان‌ای یکسان نیست. هنگامی که تکثیر دی‌ان‌ای ویروس شروع می‌شود، برخی از این بلوک‌های ساختگی جعلی در ژنوم ویروس گنجانیده می‌شوند. به محض این که این اتفاق می‌افتد، تکثیر ژن ویروس متوقف می‌شود و چون بلوک‌های ساختگی جعلی فاقد ویژگی‌های اساسی هستند که امکان افزودن بلوک‌های بیشتر را فراهم می‌کند، ویروس دیگر نمی‌تواند تولید مثل کند. نمونه‌هایی از آنالوگ‌های نوکلئوزید عبارتند از: آسیکلوویر برای عفونت ویروس هرپس و لامیوودین برای عفونت ویروس ایدز و هپاتیت بی. آسیکلوویر یکی از قدیمی‌ترین و رایج‌ترین داروهای ضد ویروسی است.
سایر داروهای ضد ویروسی مراحل مختلف چرخهٔ زندگی ویروسی را هدف قرار می‌دهند. اچ‌آی‌وی برای عفونی بودن به آنزیمی به نام پروتئاز اچ‌آی‌وی وابسته است. طبقه‌ای از داروها به نام بازدارنده‌های پروتئاز وجود دارد که به این آنزیم متصل می‌شوند و عملکرد آن را متوقف می‌کنند.
هپاتیت سی در اثر ویروسی آران‌ای‌دار ایجاد می‌شود. در ۸۰٪ از افراد آلوده، این بیماری مزمن می‌شود و تا آخر عمر می‌ماند مگر اینکه درمان شود. برای درمان آن، یک روش مؤثر وجود دارد که از داروی آنالوگ نوکلئوزید ریباویرین به همراه اینترفرون استفاده می‌کند. درمان برای حاملان مزمن ویروس هپاتیت بی با استفاده از یک استراتژی مشابه با استفاده از لامیوودین و سایر داروهای ضد ویروس انجام شده‌است. در هر دو بیماری، داروها تولید مثل ویروس را متوقف می‌کنند و اینترفرون سلول‌های آلوده باقی مانده را از بین می‌برد.
عفونت اچ‌آی‌وی معمولاً با ترکیبی از داروهای ضد ویروسی درمان می‌شود که هریک مرحلهٔ مختلفی از چرخهٔ زندگی ویروس را هدف قرار می‌دهد. برخی از داروهایی که وجود دارد مانع از اتصال ویروس به سلول‌ها می‌شود، برخی دیگر آنالوگ نوکلئوزید هستند و برخی دیگر آنزیم‌های ویروس را که برای تکثیر موردنیاز هستند خنثی می‌کنند. موفقیت این داروها، نشان‌دهندهٔ اهمیت آشنایی با نحوهٔ تولید مثل ویروس‌ها است.

## نقش در بوم‌شناسی
ویروس‌ها فراوانترین موجود زیستی در محیط‌های آبی هستند. حدود یک میلیون ویروس در یک قاشق چایخوری از آب دریا وجود دارد. ویروس‌ها برای تنظیم اکوسیستم‌های آب شور و آب شیرین ضروری هستند. بیشتر این ویروس‌ها باکتریوفاژ هستند که برای گیاهان و حیوانات بی‌ضرر هستند. آن‌ها باکتری‌ها را در جوامع میکروبی آبزی آلوده کرده و از بین می‌برند و این خود مهمترین مکانیسم بازیافت کربن در محیط دریایی است. مولکول‌های آلی که توسط ویروس‌ها از سلول‌های باکتریایی آزاد می‌شوند رشد باکتری‌ها و جلبک‌های تازه را تحریک می‌کنند.
میکروارگانیسم‌ها بیش از ۹۰٪ زیست توده دریا را تشکیل می‌دهند. تخمین زده می‌شود که ویروس‌ها هر روز تقریباً ۲۰٪ از این زیست توده را از بین می‌برند و تعداد ویروس‌ها در اقیانوس‌ها ۱۵ برابر باکتری‌ها و باستانیان است. ویروس‌ها عمدتاً مسئول نابودی سریع شکوفایی‌های جلبکی زیان‌بار که اغلب زیست‌بوم‌های دیگر را نابود می‌کنند، هستند. تعداد ویروس‌های موجود در اقیانوس‌ها با عمیق‌تر شدن آب کاهش می‌یابد. زیرا در آن جا میزبانان کمتری حضور دارند.
تأثیرات ویروس‌ها بسیار وسیع است. با افزایش مقدار تنفس در اقیانوس‌ها، ویروس‌ها به‌طور غیرمستقیم مسئول کاهش میزان دی‌اکسید کربن در جو به میزان تقریباً ۳ گیگاتن کربن در سال هستند.
پستانداران دریایی نیز مستعد ابتلا به عفونت‌های ویروسی هستند. در سالهای ۱۹۸۸ و ۲۰۰۲، هزاران فک بندرگاه در اروپا توسط ویروس دیستمپر فک کشته شدند. بسیاری از ویروس‌های دیگر، از جمله ویروس کالیسی، هرپس‌ویروس، آدنوویروس و پاروویروس در جمعیت پستانداران دریایی گردش می‌کنند.

### واژه‌نامه
1. ↑  virion
2. ↑  capsomer
3. ↑  envelope
4. ↑  lysis
5. ↑  cytopathic
6. ↑  endémie
7. ↑  antibody